# Гоголев, Владимир Николаевич
Влади́мир Никола́евич Го́голев (6 февраля 1958 года, Ярославская — 31 января 1994 года, Грозный) — заместитель командира 9-го отдельного танкового батальона по вооружению 131-й отдельной Краснодарской Краснознамённой орденов Кутузова и Красной Звезды казачьей мотострелковой бригады, майор. Кавалер ордена Мужества (посмертно).

## Биография
Родился 6 февраля 1958 года в станице Ярославская Мостовского района Краснодарского края. В 1975 году окончил 10 классов средней школы № 14 в родной станице. С сентября 1975 г. по май 1976 года работал в ярославской средней школе № 14 .
В Вооруженных Силах с 5 мая 1976 года. В 1979 году окончил школу прапорщиков, в 1985 году — Киевское высшее танковое инженерное училище.
Принимал участие в миротворческих операциях на территории Северной Осетии и Ингушетии.
Принимал участие в боевых действиях на территории Чеченской Республики с декабря 1994 года.
Погиб 31.12.1994 г.
Награждён орденом Мужества (посмертно).
В представлении к награде отмечается:

 Майор ГОГОЛЕВ В.Н. в ходе ожесточенных боев в городе Грозном проявил мужество и героизм. 1 января 1995 года боевая машина, на которой находился майор ГОГОЛЕВ В.Н. была подбита тремя выстрелами из гранатомета и загорелась. Ведя огонь из автомата по наступающему противнику, майор ГОГОЛЕВ В. Н. прикрывал эвакуацию экипажа боевой машины. Майор ГОГОЛЕВ В.Н. геройски погиб, спасая жизнь своих товарищей.
Вывод: За мужество и отвагу достоин награждения орденом «Мужества» посмертно.

— «Книга Памяти. Адыгея»
Похоронен в родной станице Ярославская (станица).
Выдержку из статьи Сергея Князькова «Мужество с майкопской пропиской»:

«..19 января 1996 года на территории майкопской бригады состоялось открытие памятника 10 офицерам-ремонтникам 131-й бригады, погибшим в боях за восстановление конституционного порядка в Чеченской Республике. Идея сооружения этого памятника принадлежала заместителю командующего СКВО по вооружению — начальнику управления вооружения генерал-лейтенанту В. Недорезову. Почему именно ремонтникам? Потому что первым в Майкоп привезли тело местного уроженца, зампотеха танкового батальона майора Владимира Николаевича Гоголева. В новогоднюю ночь 31 декабря 1994 года во время боя подразделений бригады с незаконными вооруженными формированиями за железнодорожный вокзал Грозного экипаж БРЭМ N 504 во главе с майором В. Гоголевым производил эвакуацию подбитой техники батальона. Однако и сама 504-я была подбита выстрелом из гранатомета, загорелась. Владимир Николаевич начал вести огонь из автомата, прикрывая эвакуацию техники и раненых, и в этот момент вторым выстрелом из гранатомёта сквозь броню машины он был тяжело ранен и впоследствии скончался от полученных ран в госпитале.
БРЭМ Гоголева подняли на пьедестал, выгравировали имена погибших. Офицеры технических служб бригады отказались от спонсорской помощи и возводили памятник на свои средства. А в мае 1996 года рядом была поднята на пьедестал БМП-2 как символ мотострелков и в память обо всех остальных погибших воинах бригады…»— 

## Награды
Указом Президента РФ от 30.01.1995 года награждён орденом Мужества (посмертно), «за мужество и отвагу, проявленные в период боевых действий в Чеченской Республике».

## Семья
- Отец — Николай Гоголев
- Мать — Ольга Гоголева
- Жена — Наталия Гоголева
- Сын — Сергей
- Сын — Евгений

## Память

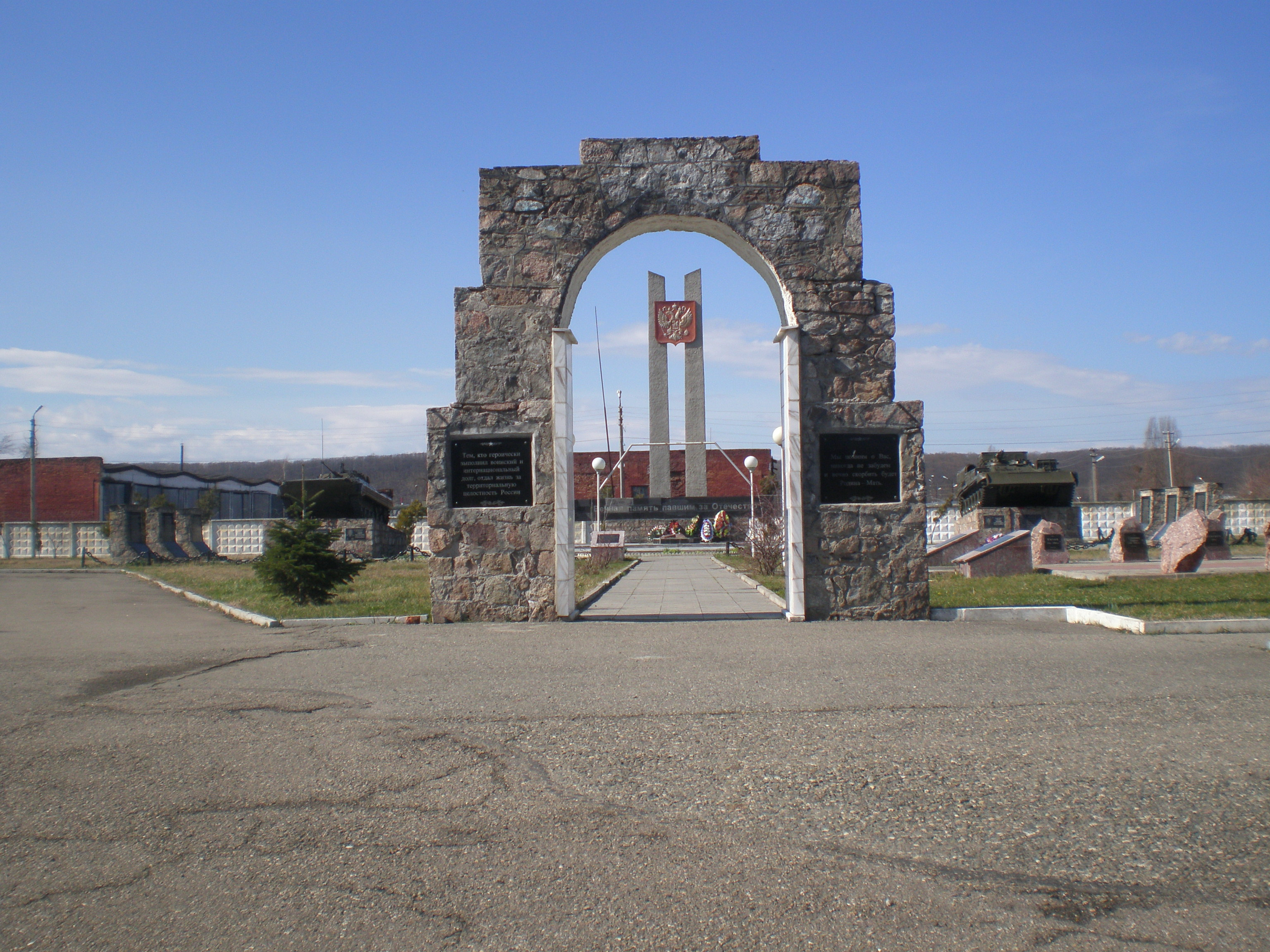
Мемориал воинам, павшим в локальных конфликтах, Майкоп

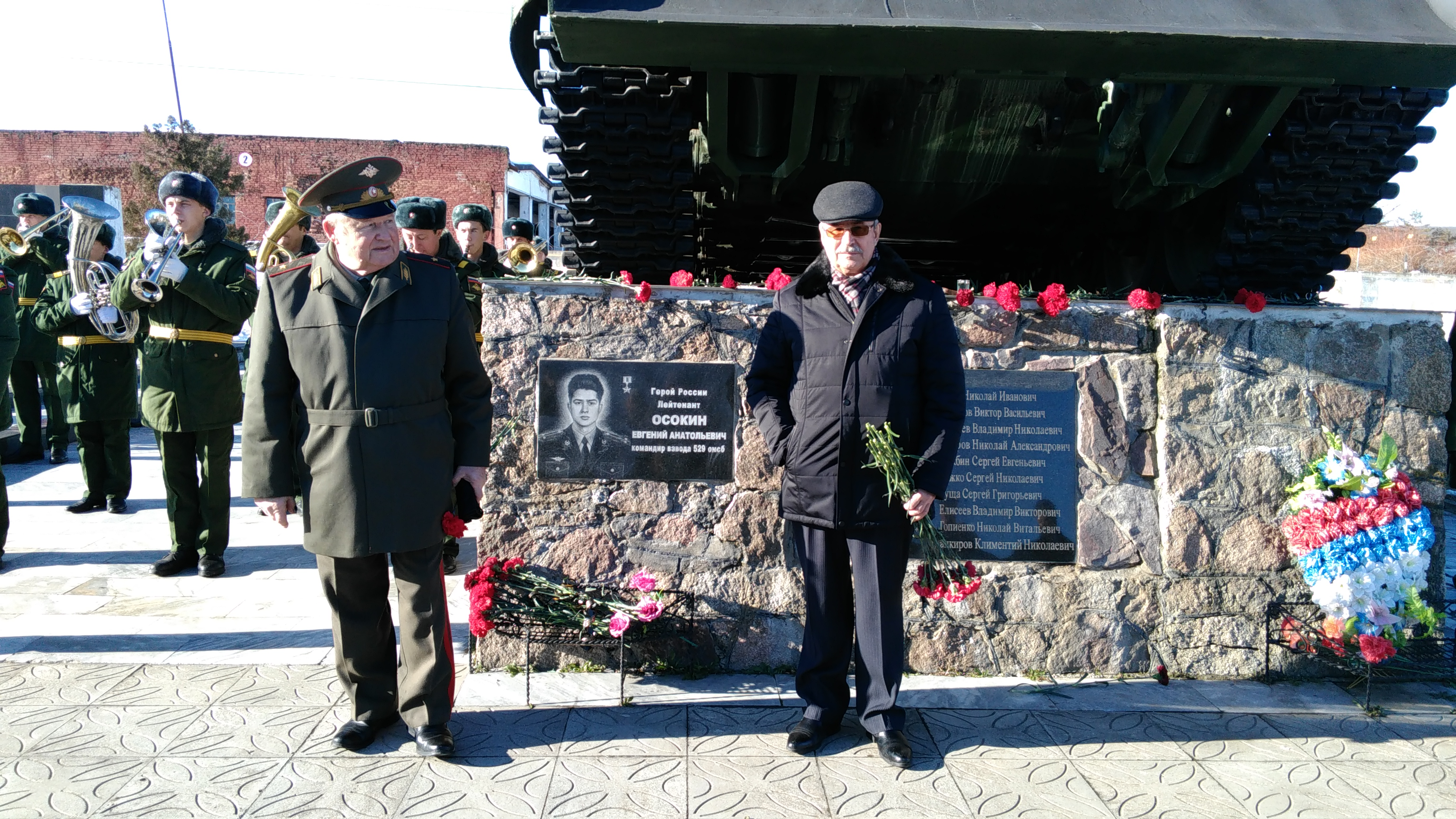
В День памяти погибших в локальных конфликтах. У БРЭМ-1 — памятника, офицерам технических служб бригады генерал А. А. Дорофеев, и Анатолий Осокин

- 2 января в Адыгее Законом республики установлен «День памяти воинов, погибших в локальных конфликтах»[4][5];
- В Майкопе в месте дислокации 131-й отдельной мотострелковой бригады, установлен Мемориал, посвящённый воинам бригады, погибшим в локальных конфликтах[6]: на постаменте установлен БРЭМ-1 и две памятные таблички:
- Герою России лейтенанту Евгению Осокину
- Список офицеров технических служб бригады:
  - полковник Пиха, Николай Иванович
  - майор Булахов, Виктор Васильевич
  - майор Гоголев, Владимир Николаевич
  - майор Петров, Николай Александрович
  - ст. лейтенант Гужбин, Сергей Евгеньевич
  - лейтенант Божко, Сергей Николаевич
  - лейтенант Гуща, Сергей Григорьевич
  - лейтенант Елисеев, Владимир Викторович
  - ст. прапорщик Гопиенко, Николай Витальевич
  - майор Манкиров, Климентий Николаевич

Шесть пилонов со списками фамилий: 2 группы по 3 пилона, с левой и правой сторон памятника.
Каждый год 2 января на мемориале проводится торжественно-траурная перекличка погибших воинов.
- На могиле установлен надгробный памятник.
- В память о В. Гоголеве в станице Ярославская его именем названа одна из улиц.